# Noutu
Il noutu è un rito di circoncisione praticato in Africa equatoriale che coinvolge i figli dei Medje Mangbetu, gruppo di sedentari, e quelli dei pigmei Asoa, i cosiddetti "selvaggi" della foresta.
Questa pratica d'iniziazione viene effettuata per sancire un'alleanza tra i due gruppi, il primo di coltivatori e l'altro di cacciatori-raccoglitori (quest'ultimo denominato "società acquisitiva"). Proprio grazie a quest'alleanza entrambi i gruppi coinvolti nel Noutu potranno attingere l'uno dalle risorse dell'altro. I due piccoli coinvolti nel rito di circoncisione diverranno infatti amekenge, fratelli di sangue, e, dopo aver decretato la "fratellanza", dovranno condividere e spartire le risorse a loro disposizione per il resto della loro vita.
Può essere definita un'alleanza economica, poiché il padre Mangbetu farà circoncidere suo figlio scegliendo con molta cura la famiglia del figlio Asoa col quale far circoncidere il proprio (tenderà a selezionare una famiglia Asoa che dispone di risorse diverse dalle proprie). 
Sarà sempre un Mangbetu a scegliere il figlio Asoa e non viceversa, poiché vi è un rapporto di subalternità e di dipendenza nei confronti dei Mangbetu, coi quali converrà instaurare i rapporti di scambio per le risorse di cui dispongono.